# Scotopelia
A Scotopelia a madarak osztályának bagolyalakúak (Strigiformes) rendjébe és a bagolyfélék (Strigidae) családjába tartozó nem. Egyes szakértők a Bubo nembe sorolják az ide tartozó fajokat is.

## Rendszerezésük
A nemet Charles Lucien Jules Laurent Bonaparte írta le 1850-ben, az alábbi 3 faj tartozik ide :
- afrikai halászbagoly (Scotopelia peli)
- vöröshátú halászbagoly (Scotopelia ussheri)
- márványos halászbagoly (Scotopelia bouvieri)

## Előfordulásuk
A Szaharától délre fekvő afrikai területeken honosak. Természetes élőhelyeik a szubtrópusi és trópusi síkvidéki esőerdők, mangroveerdők és mocsári erdők, torkolatok, mocsarak, tavak, folyók és patakok környékén. Állandó, nem vonuló fajok.

## Megjelenésük
Testhosszuk 51-63 centiméter körüliek.